# Camille Seaman
Camille Seaman   (Huntington, 1969) és una fotògrafa estatunidenca. Les seves fotografies son reconegudes per il·lustrar publicacions com National Geographic, Geo o The New York Times. Des del 2003 ha dedicat la seva feina a retratar els fràgils ambients de les zones polars i els efectes del canvi climàtic.
Ha guanyat diversos premis entre els quals destaquen el National Geographic Award (2006) i el Critical Mass Top Monograph Award (2007).